# Шніфіс
Шніфіс (нім. Schnifis) — містечко та громада округу Фельдкірх у землі Форарльберг, Австрія. Шніфіс лежить на висоті 657 м над рівнем моря і займає площу 4,87 км². Громада налічує 762 мешканців. Густота населення 156/км².  
Округ Фельдкірх лежить на самому заході Австрії, на кордонах із Швейцарією та Ліхтенштейном. Це високорірний альпійський регіон. Населення округу, як і всього Форальбергу, розмовляє алеманським діалектом німецької мови, а тому ближче до швейцарців, ніж до населення більшої частини Австрії, яке розмовляє баварсько-австрійським діалектом. Округ, основною індустрією якого є туризм, має розвинуту мережу сполучення, численні гірськолижні траси й спортивні курорти з готелями та іншою інфраструктурою. 
|                                 |
| Шніфіс на мапі округу та землі. |

Адреса управління громади: Jagdbergstrasse 200, 6822 Schnifis. 
У громаді є дитячий садок.

## Демографія
Історична динаміка населення міста за даними сайту Statistik Austria

## Галерея

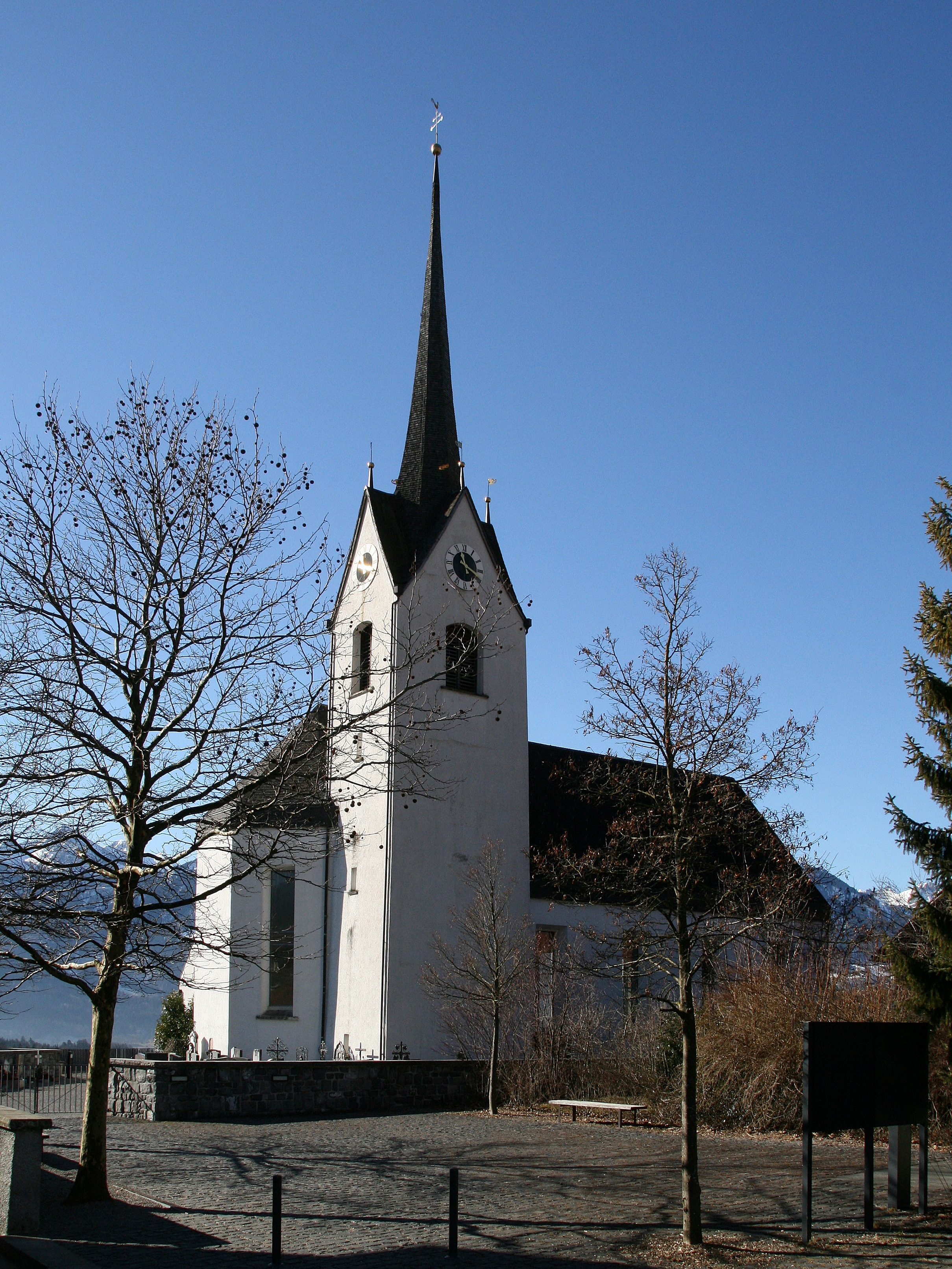
Церква Hl. Johannes der Täufer